# Kennewick-mannen
Kennewick-mannen är ett 9000 år gammalt skelett som har hittats i Nordamerika. Skelettet har släktskap med ursprungsbefolkningen i Nordamerika och har efter flera år på museum återförts till dessa för en begravning.
Kennewick-mannen eller "the ancient one" upptäcktes 1996 i grunt vatten i Columbia River utanför staden Kennewick i delstaten Washington av Will Thomas och David Deacy. Fyndet består av runt 300 bendelar och fragment som tillsammans utgör runt 90 procent av den vuxna mannens skelett.  Fyndet antogs först vara en nybyggare från 1880-talet, troligtvis 100 till 150 år gammalt, men tester gjorda med C14-metoden visade att fyndet var från 7300 f.Kr. Vid en första bedömning av fyndet uppfattades mannen ha ett europeiskt ursprung. Objekt hittade nära skelettet har diskuterats i relation till kvarlevornas ursprung men har bedömts ej vara av värde för bedömningen av Kennewick-mannens ursprung. Ursprungsbefolkningen i USA gjorde anspråk på fyndet som en av sina förfäder men de mätningar som utfördes på kraniet pekade på att ursprunget hos mannen låg nära Stillahavsområden som Ainu och Polynesien. Amerikansk militär planerade att återföra fyndet i enlighet med Native American Graves Protection and Repatriation Act (NAGPRA) till fem stammarna från Nordamerikanska ursprungsbefolkningen hemmahörande i det område där Kennewick-mannen hittats, men forskare protesterade och ville undersöka fyndet. En rättegång följde där det fastslogs att fyndet skulle undersökas av forskare som arbetade för staten. 
År 2015 sekvenserades mannens genom av forskare i Danmark som arbetar med aDna och resultatet av detta visade att mannen i Kennewick är genetiskt närmare dagens nordamerikanska ursprungsbefolkning än befolkningen från Ainu och Polynesien. Under arbetet i Danmark med kvarlevorna av Kennewick-mannen bjöd forskarna vid Köpenhamns universitet in ursprungsbefolkning från fem olika stammar i Nordamerika som fick följa arbetet på plats och utföra en ritual innan arbetet inleddes i laboratoriet.
Åren 1998–2017 fanns Kennewick-mannens kvarlevor på Burke-museet i USA på uppdrag av United States Army Corps of Engineers  men visades ej för allmänheten. I stället förvarades de på en plats i museet där tillträde reglerades av amerikansk militär. Stammar från ursprungsbefolkningen fick besöka och utföra auktoriserade ceremoniella aktiviteter på platsen. Benen förvarades i lådor som var specialanpassade för varje ben-del och som var gjorda för att skapa minst rörelse i materialet. Sedan upptäckten av Kennewick-mannen, eller ”the ancient one” som han även kallas av ursprungsbefolkningen, har det funnits röster som ansett att kvarlevorna borde återföras tillbaka ner i jord och tillbaka till ursprungsbefolkningen. Ett återförande av Kennewick-mannen avslogs dock av amerikansk domstol ända fram till 2016. I september 2016 fastslogs i det amerikanska representanthuset att kvarlevorna av Kennewick-mannen skulle återföras till en koalition av flera stammar hemmahörande i Columbia Basin-området. Kvarlevorna av Kennewick-mannen återfördes den 17 februari 2017 till de stammar som gjort anspråk på kvarlevorna som sin förfader.